# 이광일
이광일(李光日, 1964년 11월 25일~)은 대한민국의 정치인이다. 제9·11·12대 전라남도의원이다.

## 학력
- 전남대학교 행정학과 졸업

## 경력
- 여수대학교 총동문회 부회장
- 민주당 중앙당 농어민특별위원회 부위원장
- 전남대학교 여수캠퍼스 평생교육원 강사
- 2010. 7.~2014. 6. 제9대 전라남도의회 의원
- 더불어민주당 전남도당 수석부대변인
- 2018. 7.~2022. 6. 제11대 전라남도의회 의원
- 2022. 7.~ 제12대 전라남도의회 의원
  - 2024. 7.~ 제12대 전라남도의회 후반기 부의장

## 역대 선거 결과
|  | 61.26% |

|  | 74.68% |

|  | 0% |